# Marek Saj
Marek Saj (ur. 1965 w Krakowie) – polski duchowny katolicki, członek zakonu redemptorystów, kanonista, doktor habilitowany nauk prawnych, profesor nadzwyczajny Uniwersytetu Kardynała Stefana Wyszyńskiego w Warszawie.

## Życiorys
Pierwszą profesję zakonną w zakonie redemptorystów złożył w 1988. W 1993 został wyświęcony na kapłana. W latach 1994–1997 odbył studia w zakresie prawa kanonicznego na Wydziale Prawa Kanonicznego Akademii Teologii Katolickiej w Warszawie. Na tym samym wydziale (już w ramach Uniwersytetu Kardynała Stefana Wyszyńskiego) w 2001 na podstawie napisanej pod kierunkiem Juliana Kałowskiego rozprawy pt. Formacja do życia zakonnego i kapłańskiego w Wyższym Seminarium Duchownym Warszawskiej Prowincji Zgromadzenia Najświętszego Odkupiciela otrzymał stopień naukowy doktora nauk prawnych w zakresie prawa kanonicznego. Tam też na podstawie dorobku naukowego oraz rozprawy pt. Uprawnienia przełożonych w Zgromadzeniu Najświętszego Odkupiciela uzyskał w 2011 stopień doktora habilitowanego nauk prawnych w zakresie prawa kanonicznego.
Został wykładowcą Wydziału Prawa Kanonicznego UKSW i Wyższego Seminarium Duchownego Redemptorystów w Tuchowie. Objął stanowisko profesora nadzwyczajnego UKSW i kierownika Katedry Kanonicznego Prawa Karnego Wydziału Prawa Kanonicznego UKSW.

## Wybrane publikacje
- Uprawnienia przełożonych w Zgromadzeniu Najświętszego Odkupiciela, Homo Dei, Kraków 2011.
- Benedykt XVI do osób konsekrowanych (red. nauk.) Homo Dei, Kraków 2009.
- Apostolska wspólnota redemptorystów. Aspekty teologiczno-prawne (red. nauk.), Homo Dei, Kraków 2008[1].